# Pavao Cindrić
Pavao (Pavle) Cindrić (Slavonski Brod, 1. srpnja 1929. – Zagreb, 14. studenoga 1998.), hrvatski kazališni kritičar i publicist,glumac, lektor, prevoditelj i urednik kazališnih izdanja

## Životopis
U Novom Sadu završio glumačku školu. Studirao jugoslavistiku u Zagrebu na Filozofskom fakultetu u Zagrebu.
Cindrić se bavio se kazalištem, zagrebačkom kulturnom poviješću, filmom te životopisima. Otkupljivao je i skupljao zbirke hrvatskih kazališnih umjetnika. Dio je Cindrićeve zbirke otkupom došao do hrvatskog povjesničara umjetnosti i kolekcionara Josipa Kovačića.
Pisac kazališnih scenarija, podlistaka, prikaza i životopisa i gl. urednik enciklopedijskog izdanja o zagrebačkom HNK.
Cindrić je autor biografske knjige o Lei Deutsch "Lea Deutsch - zagrebačka Anne Frank".